# Teleférico de Santiago
El teleférico de Santiago es un medio de transporte aéreo de carácter turístico, ubicado en el Cerro San Cristóbal del Parque Metropolitano, en la ciudad de Santiago, Chile.

## Historia

### Primera época (1980-2009)

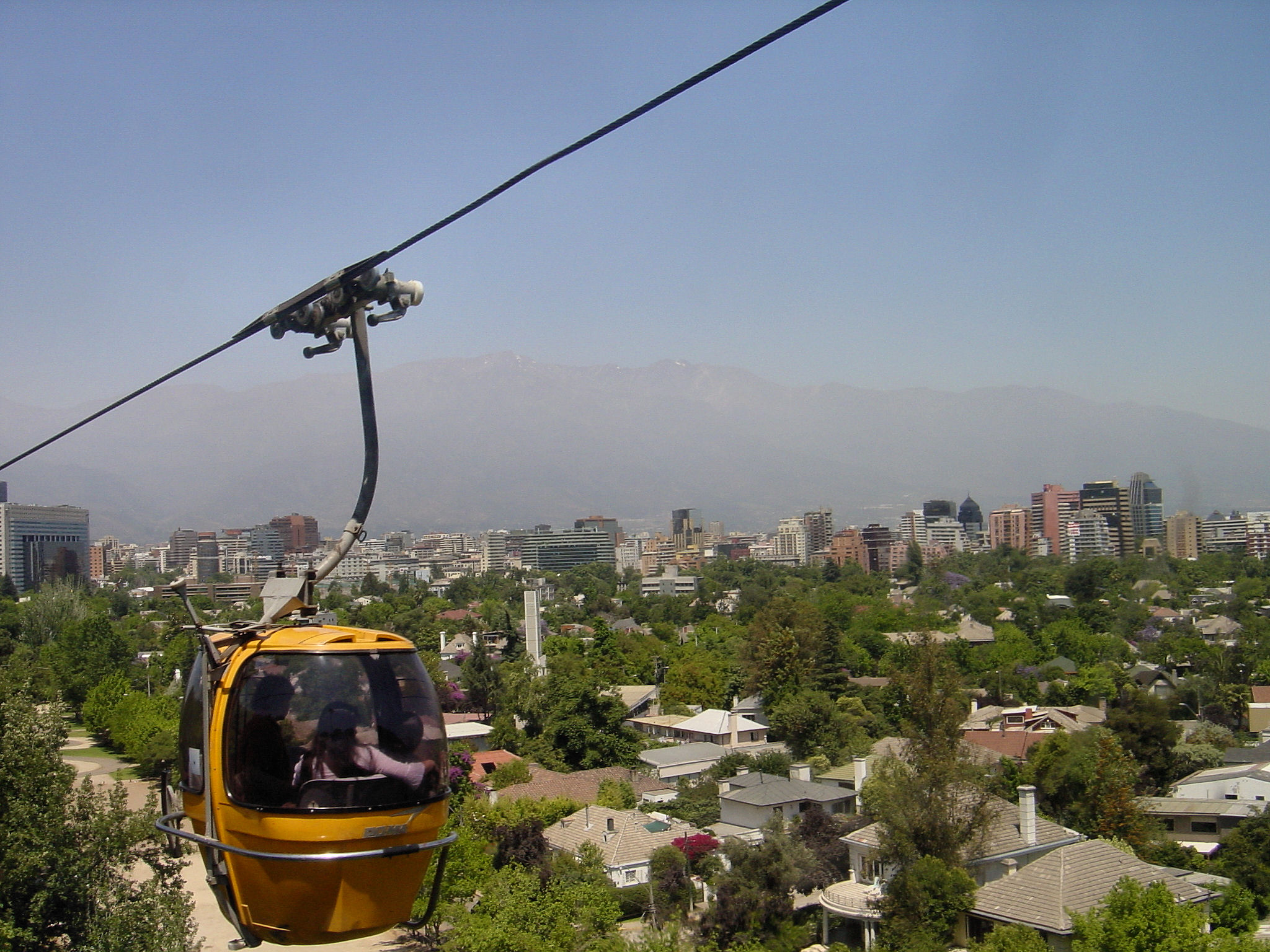
Antiguo teleférico de Santiago (2006).

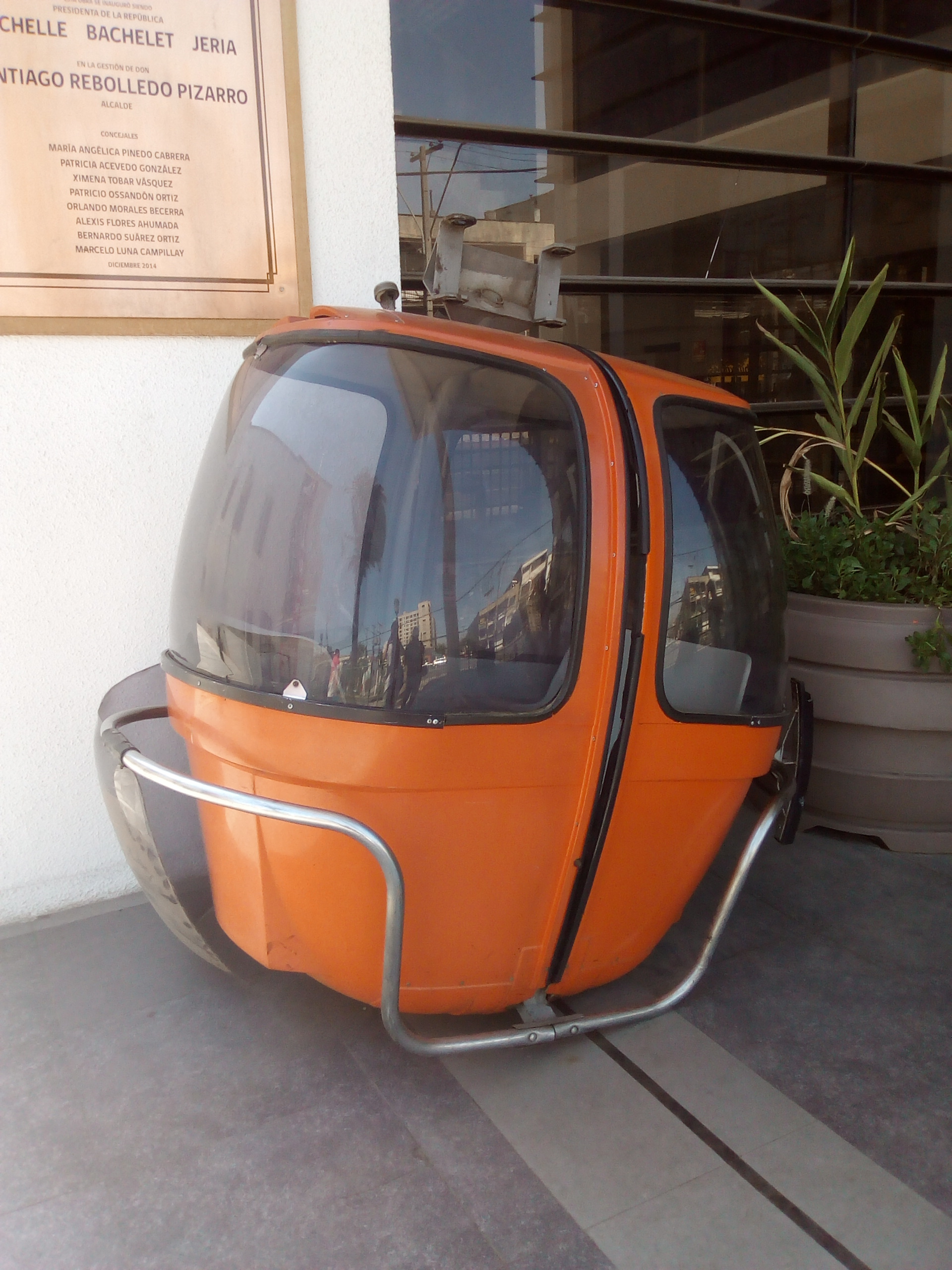
Antigua cabina del teleférico, en exhibición en la municipalidad de La Cisterna.

La construcción del teleférico se inició en 1979 y tardó cerca de un año, principalmente debido a la dureza del terreno de roca volcánica en el que se instalaron las 12 torres que lo componen. Los arquitectos a cargo de la obra fueron Fernando Davanzo, Felipe Urrejola y Guillermo Pincheira.
El teleférico de Santiago fue inaugurado oficialmente el 1 de abril de 1980, contando con 72 cabinas de forma ovoide, que recorrían en 20 minutos el tramo de 4,8 kilómetros a 14,4 km/h.
El primer accidente del teleférico ocurrió el 6 de septiembre de 1992, cuando unos veinte pasajeros, adultos y niños, quedaron atrapados en las cabinas en suspensión luego que la cabina número 42 —una de las diez que aún no recibían su mantenimiento en aquel entonces— cruzara la torre número 5 y se soltara una de las dos pinzas que la sujetaban del cable de acero, produciendo el descarrilamiento de la cabina que en ese momento no llevaba pasajeros.
El 12 de diciembre de 2008, una falla mecánica dejó a 20 personas atrapadas en el teleférico durante dos horas, sin registrarse heridos. Posteriormente, el 7 de junio de 2009 ocurrió otra falla mecánica en el sistema: se rompió la caja de cambios que regulaba la velocidad del sistema, lo que provocó la suspensión indefinida del servicio.

### Segunda época (2016-presente)
En 2011 se presentó un proyecto para licitar el teleférico, dotarlo de nuevas cabinas y restaurar la infraestructura. Se esperaba que en 2012 el servicio se reabriera al público, sin embargo el Ministerio de Vivienda y Urbanismo recibió sólo una oferta que rechazó, por lo que declaró desierta la licitación y anunció un nuevo concurso público que se inició en noviembre de 2013.
En diciembre de 2014, se anunció que el teleférico sería reabierto en el segundo semestre de 2016, luego de una serie de trabajos de mantenimiento y remodelación que comenzaron en marzo de 2015 y que costaron 9,5 millones de dólares. Estos trabajos contemplaron la instalación de la nueva red de 47 cabinas con capacidad para seis personas cada una.

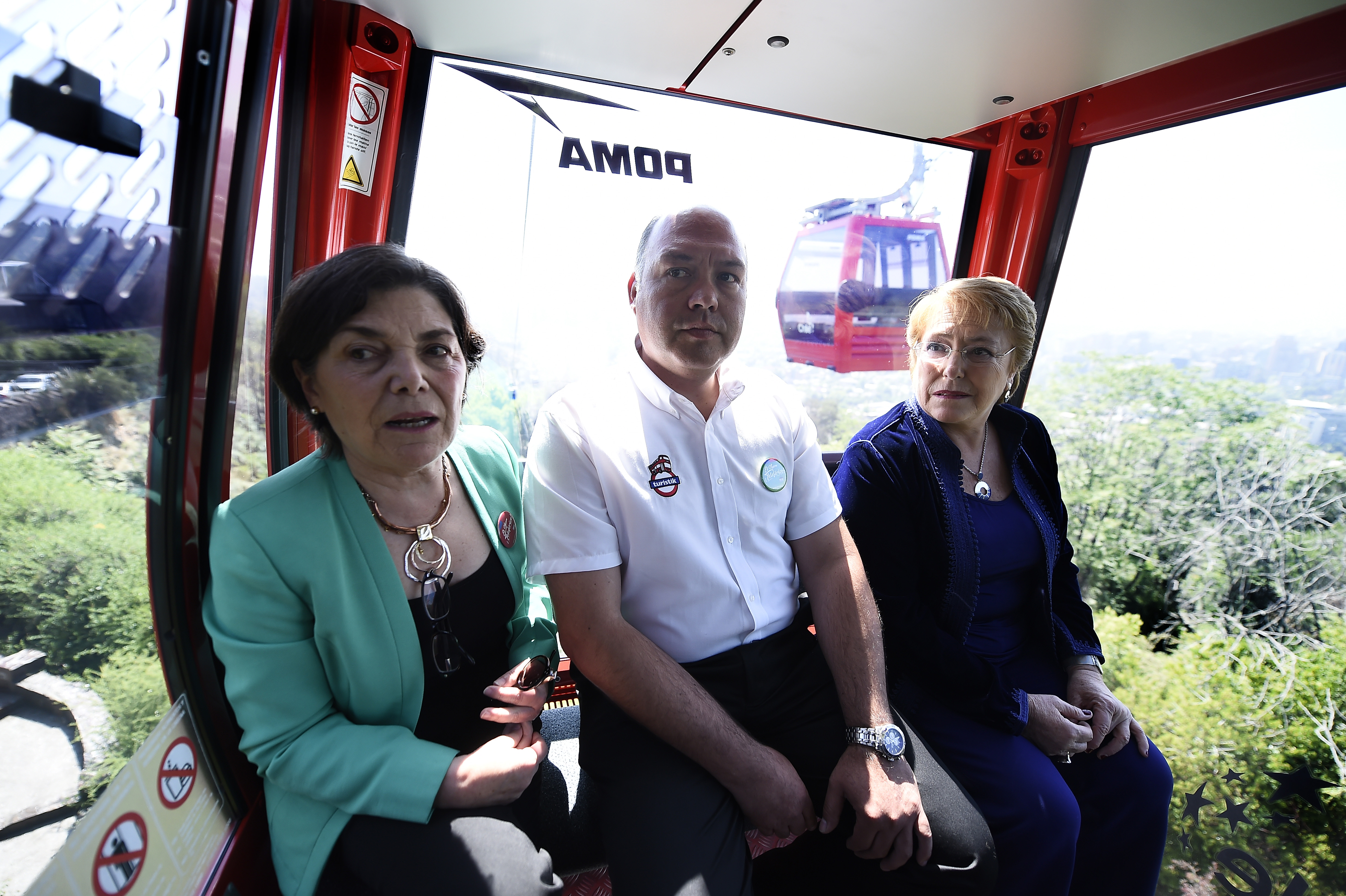
Reinauguración del teleférico, el 24 de noviembre de 2016.

En enero de 2016 el Ministerio de Vivienda y Urbanismo de Chile llamó a un concurso público para que organizaciones sociales y no gubernamentales, juntas de vecinos o municipalidades presentaran proyectos para recuperar patrimonialmente las 56 cabinas del teleférico que fueron dadas de baja y que formaban parte del sistema original en 1980. El 29 de julio del mismo año fueron presentados en el Centro Cultural Espacio Matta los proyectos ganadores, que incluyen bibliotecas, espacios recreativos y un tren motorizado en el Pueblito Las Vizcachas.
El 12 de agosto el gobierno anunció que la concesión del teleférico durante 10 años fue otorgada a la empresa Transportes Turísticos Santiago Limitada (Turistik), la que contempla también la operación de 8 buses ecológicos dentro del Parque Metropolitano y la instalación de cafeterías y restaurantes en las estaciones.
El teleférico fue reinaugurado el 24 de noviembre de 2016 por la presidenta Michelle Bachelet. Entre el 14 y el 16 de diciembre realizó su primer cierre de operaciones por mantenimiento, luego de alcanzar 500 horas de funcionamiento y recibir más de 68 mil visitas en 16 días.
En julio de 2024 recibió el premio «Best of the Best» en América Latina, según usuarios de TripAdvisor.

## Características

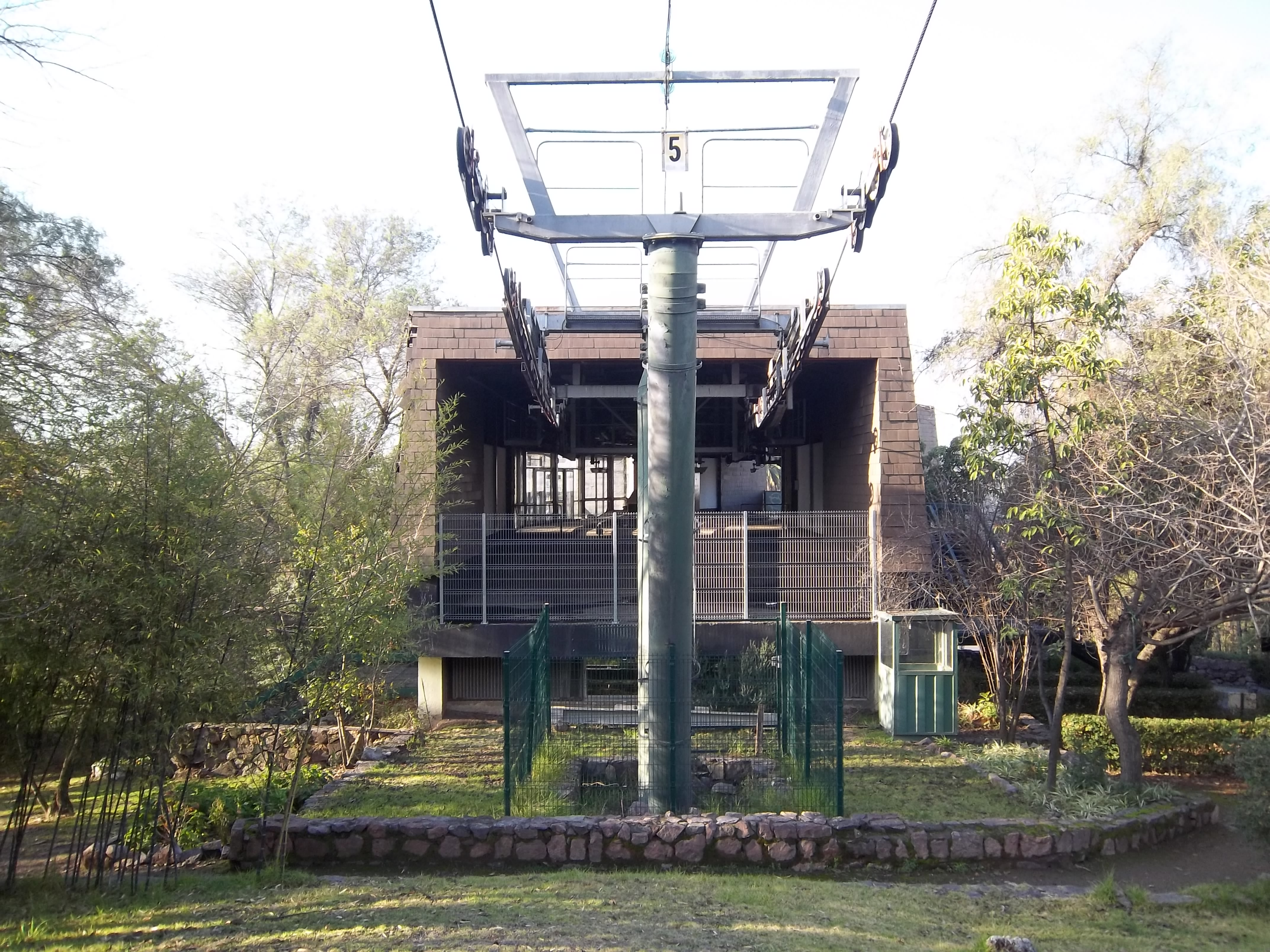
Estación Tupahue en 2011.

El nuevo teleférico cuenta con 47 cabinas (16 rojas, 16 azules y 15 verdes) que pueden transportar hasta 6 personas cada una. Solía tener 8 carros diseñados exclusivamente para transportar bicicletas (cuatro en cada carro), sin embargo, se descontinuó su uso. Su velocidad varía entre 1 y 5 metros por segundo (18 km/h).
El sistema cuenta con tres estaciones: Oasis (ubicada a 619 m s. n. m.), Tupahue y Cumbre (ubicada a 828 m s. n. m.). En esta última conecta con el Funicular de Santiago. En la estación Tupahue se encuentra la piscina Tupahue, el Jardín Botánico Mapulemu («bosque de la tierra») y el centro de eventos Vista Santiago.

## Estaciones

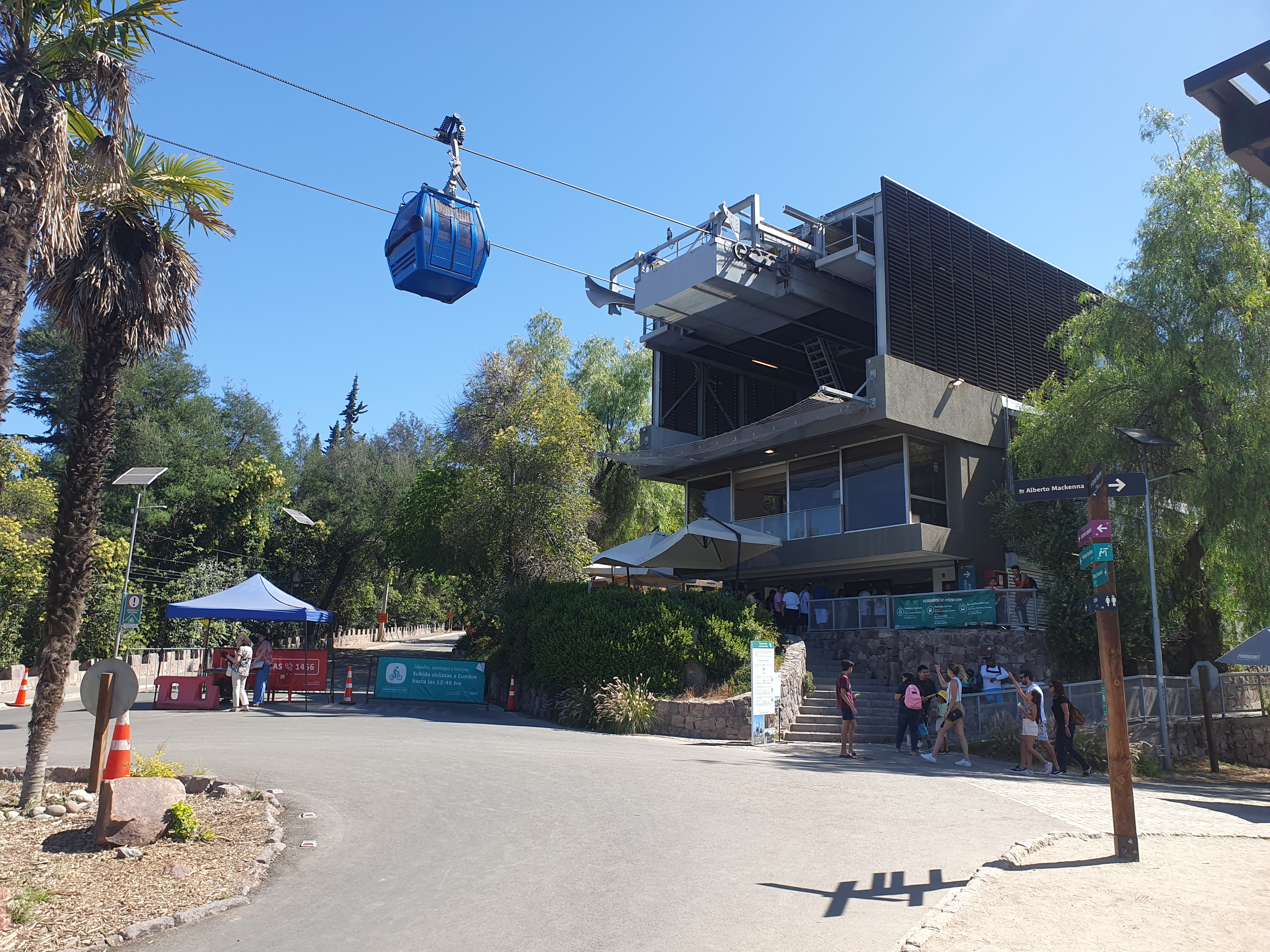
Acceso a estación Tupahue, frente a la plaza y piscina homónimas.

| Estación | Inauguración       | Acceso para discapacitados | Ubicación                        |
| -------- | ------------------ | -------------------------- | -------------------------------- |
| Oasis    | 1 de abril de 1980 | Acceso para discapacitados | Av. El Cerro 750, Providencia    |
| Tupahue  | 1 de abril de 1980 | Acceso para discapacitados | Manuel Backenna con Pedro Bannen |
| Cumbre   | 1 de abril de 1980 | Acceso para discapacitados |                                  |